# Olli Borg
Olli Borg, född 18 januari 1921 i Helsingfors, död där 28 februari 1979, var en finländsk inredningsarkitekt.
Borg utexaminerades 1947 från Centralskolan för konstflit. Han innehade egen byrå 1957–1963 och 1967–1979 och var 1950–1954 anställd vid Viljo Revells arkitektbyrå. Han planerade inredningen av olika offentliga lokaliteter, till exempel Vatiala begravningskapell i Tammerfors 1961 och Lilla Teatern i Helsingfors 1962. Han formgav industriellt tillverkade möbler för Askon tehtaat Oy (Asko), där han 1964–1967 verkade som chefsplanerare. Han ledde även ombyggnaden av Brobergska skolan i Helsingfors till konstindustrimuseum 1977–1978.
Borg var 1956–1964 överlärare och avdelningschef vid Konstindustriella läroverket. År 1965 tilldelades han Pro Finlandia-medaljen.